# Кларамунт, Хосе
Хосе Кларамунт Вега Торрес (исп. José Claramunt Vega Torres; род. 16 июля 1946, Пусоль, Испания) — испанский футболист, полузащитник. Всю карьеру провёл в испанском клубе «Валенсия».

## Клубная карьера
Хосе Кларамунт начал заниматься футболом в середине 1960-х в молодёжной команде клуба «Валенсия». Летом 1966 года на него обратил внимание тогдашний тренер «летучих мышей» Мундо. Он взял Кларамунта в турне «Валенсии» по Латинской Америке (частью которого был Малый Кубок мира), а по возвращении в Европу включил его в число игроков основной команды. В 1967 году в составе «Валенсии» Кларамунт выиграл Кубок Генералиссимуса.
Кларамунт играл на разных позициях в полузащите — правого или левого атакующего хавбека, пока в 1970 году пришедший на пост главного тренера «Валенсии» Альфредо Ди Стефано не передвинул его в центр поля. Там партнёром Хосе стал известный испанский футболист, чемпион Европы Пакито. Решение Ди Стефано оказалось удачным: Пакито и Кларамунт образовали эффективную связку, ставшую залогом победы «Валенсии» в Примере (1970/71). В том же году «летучие мыши» дошли до финала национального кубка, уступив там «Барселоне» со счётом 4:3.
Кларамунт играл за «Валенсию» ещё 7 лет, после чего завершил карьеру, отчасти из-за травм, отчасти из-за разногласий с тренерским штабом. В 2010 году он был включён в список кандидатов на попадание в символическую сборную «Валенсии» всех времён, формировавшуюся путём голосования болельщиков.

## Карьера в сборной
Кларамунта впервые вызвали в сборную Испании в 1968-м, когда Хосе было 22 года. Он играл в отборочных матчах к двум чемпионатам мира и двум чемпионатам Европы, однако ни разу не принимал участия в финальной стадии крупных турниров. В отборочном цикле к Евро-1976 Кларамунт был капитаном сборной.

### Голы за сборную
Результаты (голы) сборной Испании указаны первыми.
| # | Дата             | Стадион                     | Соперник | Счёт | Итог матча                                               | Турнир                   |
| - | ---------------- | --------------------------- | -------- | ---- | -------------------------------------------------------- | ------------------------ |
| 1 | 17 января 1973   | Апостолос Николаидис, Афины | Греция   | 2:2  | 3:2 Архивная копия от 19 июня 2020 на Wayback Machine    | Отборочные матчи ЧМ-1974 |
| 2 | 21 февраля 1973  | Ла-Росаледа, Малага         | Греция   | 1:0  | 3:1 Архивная копия от 19 июня 2020 на Wayback Machine    | Отборочные матчи ЧМ-1974 |
| 3 | 24 ноября 1973   | Неккарштадион, Штутгарт     | Германия | 1:2  | 1:2 Архивная копия от 28 февраля 2020 на Wayback Machine | Товарищеский матч        |
| 4 | 25 сентября 1974 | Идрэтспаркен, Копенгаген    | Дания    | 1:0  | 2:1 Архивная копия от 20 августа 2014 на Wayback Machine | Отборочные матчи ЧЕ-1976 |

## Достижения
Валенсия
- Чемпион Испании: 1970/71
- Обладатель Кубка Испании: 1966/67

Итого: 2 трофея

## Статистика выступлений
| Клуб             | Сезон            | Лига | Лига | Кубок | Кубок | Еврокубки | Еврокубки | Итого | Итого |
| Клуб             | Сезон            | Игры | Голы | Игры  | Голы  | Игры      | Голы      | Игры  | Голы  |
| ---------------- | ---------------- | ---- | ---- | ----- | ----- | --------- | --------- | ----- | ----- |
| Валенсия         | 1966/67          | 29   | 6    | 9     | 1     | 6         | 2         | 44    | 9     |
| Валенсия         | 1967/68          | 30   | 7    | 3     | 1     | 6         | 1         | 39    | 9     |
| Валенсия         | 1968/69          | 26   | 5    | 4     | 1     | 2         | 1         | 32    | 7     |
| Валенсия         | 1969/70          | 24   | 0    | 8     | 1     | 2         | 0         | 34    | 1     |
| Валенсия         | 1970/71          | 30   | 4    | 9     | 5     | 4         | 2         | 43    | 11    |
| Валенсия         | 1971/72          | 23   | 8    | 4     | 0     | 5         | 2         | 32    | 10    |
| Валенсия         | 1972/73          | 32   | 5    | 4     | 1     | 4         | 0         | 40    | 6     |
| Валенсия         | 1973/74          | 34   | 6    | 3     | 1     | 0         | 0         | 37    | 7     |
| Валенсия         | 1974/75          | 33   | 11   | 3     | 1     | 0         | 0         | 36    | 12    |
| Валенсия         | 1975/76          | 23   | 2    | 2     | 1     | 0         | 0         | 25    | 3     |
| Валенсия         | 1976/77          | 5    | 0    | 2     | 0     | 0         | 0         | 7     | 0     |
| Валенсия         | 1977/78          | 6    | 1    | 2     | 1     | 0         | 0         | 8     | 2     |
| Всего за карьеру | Всего за карьеру | 295  | 55   | 53    | 14    | 29        | 8         | 377   | 77    |

## Факты
- Хосе Кларамунт забил 2000-й гол «Валенсии» в Примере[7].
- Кларамунт играл в четырёх финалах Кубка Испании, но победил лишь однажды (1967). Три раза подряд «Валенсия», выходившая в финал Кубка (1970-72), уступала титул своим соперникам.
- Младший брат Хосе Кларамунта, Энрике, тоже был профессиональным футболистом и играл за «Валенсию» в 1970—1974 годах.